# Taxiphyllum subretusum
Taxiphyllum subretusum är en bladmossart som beskrevs av O'shea 2002. Taxiphyllum subretusum ingår i släktet Taxiphyllum och familjen Hypnaceae. Inga underarter finns listade i Catalogue of Life.